# Морская свинка
Морская свинка (лат. Cavia porcellus) — вид одомашненных грызунов из рода свинок семейства свинковых. Несмотря на название, не связаны с семейством свиней и не являются морскими животными. Были одомашнены инками и использовались в качестве источника ценного мяса, а также в декоративных целях. По одной из версий, происходят от кутлеровой свинки (Cavia cutleri), по другой — от свинки Чуди (Cavia tschudii). Оба предполагаемых вида живут в Перу.

## История
Морские свинки были одомашнены в 5 тысячелетии до н. э. племенами Анд (современные территории южной Колумбии, Эквадора, Перу и Боливии) для употребления в пищу, на несколько тысяч лет позже одомашнивания верблюдовых Южной Америки. Статуи морских свинок, датируемые периодом от 500 года до н. э., были найдены при археологических раскопках в Перу и Эквадоре. Люди культуры мочика поклонялись морским свинкам и изображали их на предметах искусства. С 1200 года и до испанского завоевания в 1532 году была проведена селекционная работа, позволившая вывести много пород морских свинок, от некоторых из которых происходят современные домашние морские свинки.

### Вторые известия при завоевании Колумбии
Важные сведения о существовании в Колумбии одной из разновидностей рода морских свинок — животного под названием cori (слово, возможно, аравакского (антильского) происхождения) — приводятся в докладе королевских чиновников Хуана де Сан Мартина и Антонио де Лебрихи, принявших личное участие в походе конкистадора Гонсало Хименеса де Кесада по территории Колумбии (июль 1539):

…этот край, всё то, что в нём видели, — это край чрезвычайно здоровый, потому что после того, как мы оказались в нём, что может составлять больше двух лет, у нас от болезни не погиб ни один человек. Он очень хорошо обеспечен мясом оленей, которых забивают в [большом] количестве, и других [животных], наподобие кроликов, называющихся корис [coris — мн. число]; их забивают бесчисленное количество.— Хуан де Сан Мартин и Антонио де Лебриха. Доклад о завоевании Нового Королевства Гранада (июль 1539 года).
В 1550 году о curies упоминает в своём Epitome Хименес де Кесада. В таблице индоамериканских слов о curi пишет Педро Симон (1627).

#### Первые известия при завоевании Перу и Боливии
Впервые морская свинка под своим кечуанским названием «куй» или «куи» (кечуа Quwi; Saka icha Haka > исп. cuy, coi, cui, coy) упоминается в европейских научных трудах у Педро Сьеса де Леона в 1554 году в книге «Хроника Перу». В словаре Диего Гонсалеса Ольгина (1608) приведены слова «Ccoui», «Ccuy», «Ccoy» — «здешний маленький кролик», «кролик из Индий». Слово «дар» совпадало с «ccuy».

### Значение для населения Анд
На момент завоевания испанцами Перу (XVI век) морские свинки использовались народами Анд в основном в сельском хозяйстве (как источник мяса) и в ритуальных целях (жертвование крови животных, гадание по внутренностям).
В центральных Андах у индейцев из Вамачуко (Перу) существовал также идол и божество морских свинок:

Один идол или вака [у них есть и] для койев, и, как они говорят, их же создавший, его они называют Пайгинок, и слова, которые они ему говорят: «а, а, а по, соединены руки, приумножь моих койев, и пусть они у меня не умирают, ибо есть у них еда».— Доклад о религии и обрядах Перу, составленный первыми священниками Августинцами, направившимися туда для обращения местных жителей в христианство (1560).
Юрист Хуан Поло де Ондегардо, описывавший в 1559 году обряды индейцев в Перу в своём трактате «Заблуждения и суеверные обряды индейцев», заметил, что:

Девятый месяц называется Йапакис. Тогда сжигалась другая сотня коричневых баранов, и забивалась и сжигалась тысяча куйев, чтобы лёд, и воздух, и вода, и Солнце не причинили вреда чакрам [полям]; этот [месяц], кажется, соответствует Августу… Также, [они приносили в жертву] куйев, являющихся зверушками [unos animalejos], которых выращивали в домах, размером [они] побольше мышей, — эти служили для наблюдения за предзнаменованиями и [для того, каков будет] исход дел. Также для этой [цели им] служил имеющийся у них [вышеупомянутый] скот. Эти два рода животных они приносили в жертву. Они не использовали диких животных, потому что говорили, что для жертвоприношений [связанных со] здоровьем и благом, нужно было приносить в жертву только вещь, полученную и выращенную своим трудом. Следует обратить внимание, что сегодня очень распространён этот род жертвоприношений из куйев, как у Горцев, так и среди тех, кто [живёт] в Равнинах.— «Revista histórica; órgano del Instituto Histórico del Perú, Volume 1. – Lima, 1906, стр. 216, 226.
До сих пор мясо морских свинок — важный продукт питания народов Анд. Блюда из него часты в ресторанах в городах Перу и Эквадора.

### Распространение в Европе
В эпоху Великих географических открытий испанские, голландские и английские торговцы привозили свинок в Европу, где они вскоре стали популярными домашними животными в домах правящей верхушки (включая английскую королеву Елизавету I).

## Происхождение названия
Научное название — Cavia porcellus (лат.), где porcellus в переводе с латыни означает «маленькая свинья», а cavia — новолатинский термин, происходящий от cabiai, имя животного на языке племен Галиби, существовавших на территории Французской Гвианы. Обычно заводчики используют более формальное имя Cavy (Кэви или кейви, сокращ. от лат.); широко распространено название гвинейская свинка. В России животных принято называть «морская свинка». Это название предположительно заимствовано из польского (świnka morska), а в польском — из немецкого (Meerschweinchen, дословно «морская свинка»).
Название животного на большинстве языков ссылается на свинью. Например, на французском cochon d’Inde (индийская свинья), на нидерландском Guinees biggetje (гвинейский поросёнок), на португальском porquinho da Índia (маленькая индийская свинья), на китайском 荷蘭豬 hélánzhū (голландская свинья). Но есть связи с другими животными, например, на японском モルモット (морумотто), от английского marmot (сурок); на испанском conejillo de Indias (кроличек из Индии); на одном из германских наречий merswin (дельфин) (скорее всего, merswin=Meerschweinchen), видимо, за схожесть издаваемых звуков.

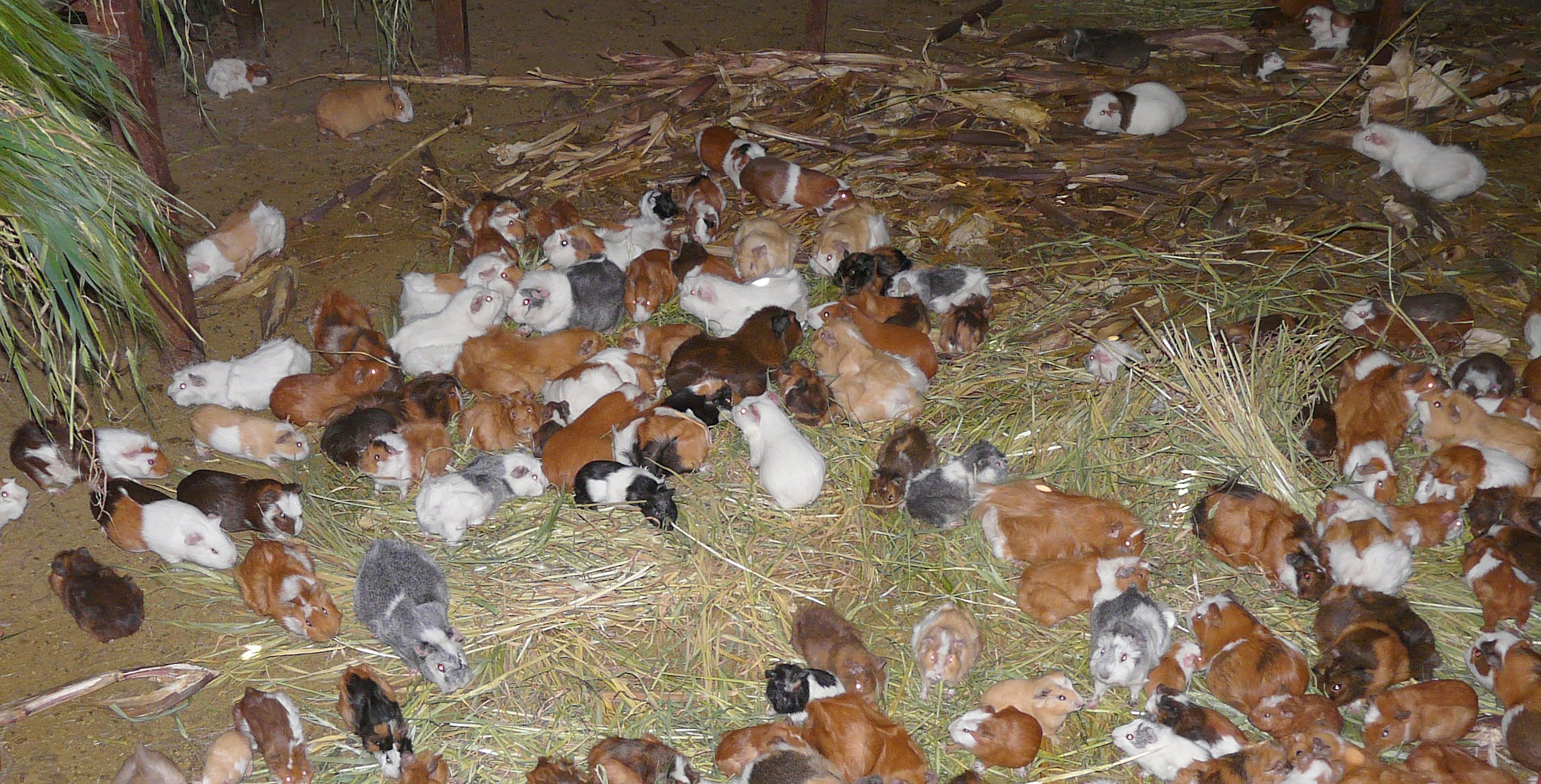

Сравнение со свиньёй, возможно, появилось из-за характерных звуков, издаваемых животными, а также пропорций головы относительно тела, плотной шеи и отсутствия талии. Также они постоянно едят и могут жить в небольших загончиках, которые обычно использовали на кораблях для содержания свиней. На родине морских свинок местные индейские племена использовали их в пищу. В настоящее время в Южной Америке их едят почти повсеместно (только в Перу порядка 65 млн в год). Мясо морских свинок диетическое, по вкусу и питательной ценности близко к кролику и курице.
Употребление в имени слова «гвинейская» сложно для объяснения. Одно из предположений — что в Европу их ввозили через Гвинею в Африке. Другое предположение основано на том, что в английском слово «гвинея» носит нарицательный характер и означает всё привезённое из далёкой и неизвестной экзотической страны. Также есть гипотеза, что этих животных продавали за стоимость в одну гинею. Самое простое предположение — что просто перепутали буквы и произношение в словах Guiana (Гвиана, расположенная на родине морских свинок в Южной Америке, французская колония) и Guinea (Гвинея, район в Западной Африке, бывшая французская колония).

## Внешний вид
Длина тела до 35 см, хвост мало приметен, у породистых висячие ушки, широкая тупая мордочка. Взрослый самец весит 1000—1500 г, самка — 800—1200 г. Природная окраска коричневато-сероватая, с более светлым брюшком. Выведено много пород, различающихся структурой, длиной и окраской шерсти. Породы домашних морских свинок подразделяются на группы: короткошерстные (селф, крестед, гладкошерстная), длинношёрстные (шелти, тексель, перуанская, мерино, ангорская и пр.), жесткошерстные (абиссинец, американский тедди, рекс и т. д.), породы без шерсти и с небольшим количеством шерсти (болдуин, скинни). Строение тела домашних морских свинок значительно отличается от строения тела их диких собратьев более округлыми формами.

## Питание

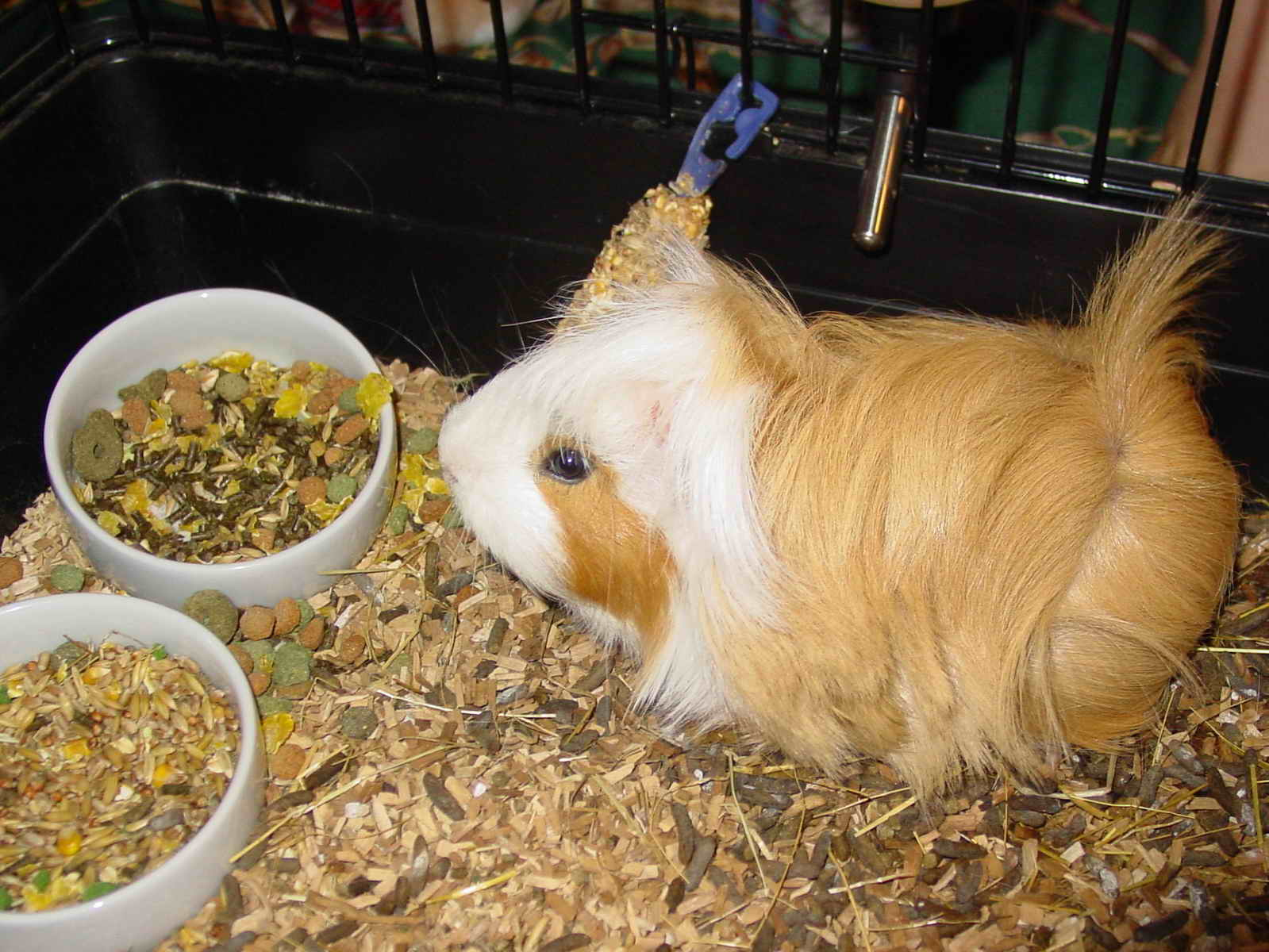
Питание

Основной корм морских свинок — свежая зелень. По причине особого строения пищеварительной системы они потребляют пищу часто и маленькими порциями. Основа рациона — сено, должно всегда присутствовать в клетке. Оно способствует правильному пищеварению и стачиванию зубов. Сено должно составлять 70 % от общего объёма суточной еды, сочная пища — примерно 10 % от массы тела.
Норма для сухого корма — 2 столовые ложки в сутки на свинку. На втором месте — сочные корма (яблоко, салат, зрелая морковь, свекла и прочее). Следует обратить особое внимание на суточную норму дачи сочных кормов, так как при их переизбытке могут возникнуть вздутия, которые далее могут привести к стазу желудочно-кишечного тракта. Отличным и важнейшим дополнением к рациону свинки станет свежая зелень, которую можно проращивать в домашних условиях.
Одна из особенностей организма морской свинки в том, что аскорбиновая кислота в нём не вырабатывается. Зверьки получают её с сочными кормами, а при заболевании аскорбиновую кислоту необходимо вводить дополнительно с питьём. Морские свинки должны иметь постоянный доступ к свежей питьевой воде. Поилку нужно мыть каждый день.
Морские свинки — травоядные, поэтому продукты животного происхождения (в том числе молоко) им давать категорически запрещено (также как и сладости, мучные изделия, соль и сахар).

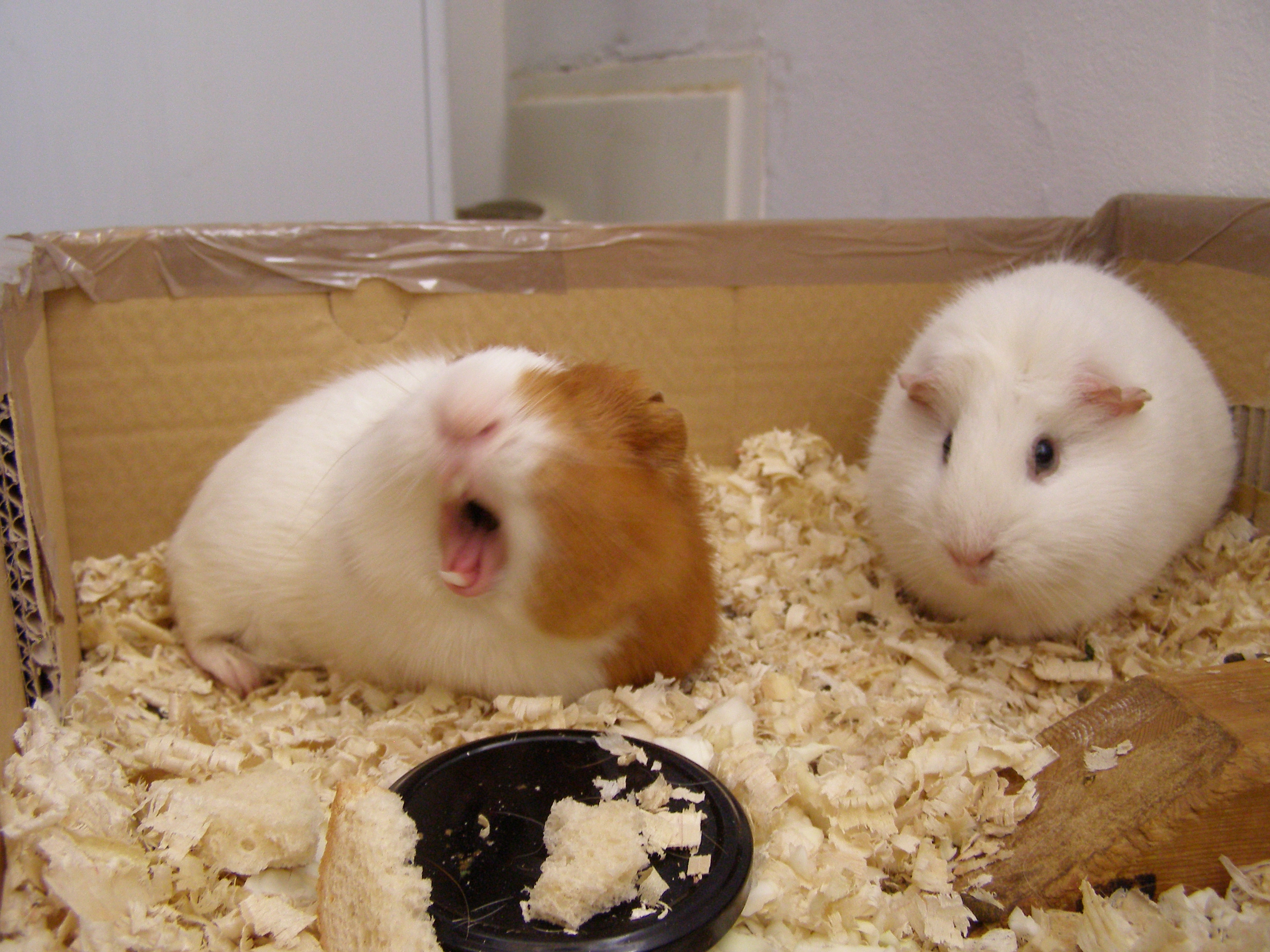
Морская свинка зевает

Морская свинка может есть свои экскременты — это не патология, а естественная норма. Не нужно запрещать морским свинкам поедать помёт. Витамины групп В и К усваиваются у них только при повторном прохождении по пищеварительному тракту.

## Морские свинки как домашние животные
Морские свинки — хорошие домашние животные, доверчивые и добродушные. Их можно приучить откликаться на кличку, они мурлычут и при поглаживании издают звуки, каждый из которых имеет своё значение. Свинки могут издавать чирикающий звук, напоминающий пение птицы. Могут чирикать от 2 до 15 минут, обычно в тёмное время суток. Это достаточно редкое явление. Самцы при ухаживании издают урчащий звук, брачную песню. Похожий звук издают доминантные свинки, живущие в компании сородичей, показывая своё главенство.
Для морских свинок опасны падения даже с маленькой высоты.
Клетку нужно чистить 1—3 раза в неделю, подстилку менять раз в 5 дней. Для подстилки подходят: гранулированный древесный наполнитель, кукурузный наполнитель, опилки, многоразовые/одноразовые пелёнки. В случае использования наполнителя лучшим решением будет накрытие поверх него ПВХ-коврика во избежание натёртостей и травматизма нежных лапок.
Продолжительность жизни до 9 лет, в среднем 5 лет. Беременность длится от 60 до 72 дней (последнее очень редко). Рождаются 1—6 детёнышей. После спаривания самца надо отсадить в другую клетку, чтобы он не спровоцировал самку на выкидыш. За потомством ухаживает только самка. Некоторые морские свинки любят одиночество. Бывает, что инстинкт не срабатывает, и самка не разрывает оболочку, в которой находится плод. В этом случае необходимо чистыми руками аккуратно вскрыть её. Без помощи человека в этом случае выживают новорождённые, которые могут разгрызть оболочку сами. Детёныши становятся самостоятельными в возрасте около одного месяца; в этом же возрасте они достигают половой зрелости и готовности к воспроизводству.
Детёнышей можно оставить с самкой до 1 месяца, после чего отсадить молодое потомство отдельно по половому признаку, а самца подсаживать не раньше, чем через полгода, чтобы дать самке время на восстановление. Разведением должны заниматься профессиональные заводчики, способные оказать помощь в случае непредвиденных осложнений во время беременности или родов. Частая половая охота сокращает продолжительность жизни самки. Вместе с тем морские свинки, живущие однополыми парами или стайками, отличаются долголетием по сравнению с одинокими особями.
Животным следует периодически подстригать коготки.

### Породы морских свинок
| - Абиссинская - Альпака - Американский крестед - Американский тедди - Английский крестед - Английский цветной крестед - Болдуин - Гималайская - Кёрли | - Коронет - Минипли - Мини-як - Мерино - Перуанская - Рекс - Риджбек - Тексель | - Сатиновая гладкошерстная - Селф - Скинни - Сомали - Шелти - Швейцарский тедди - Черепаховая с белым - Куи - Калифорнийская - Лункария |